# Самарин, Павел Николаевич
Павел Николаевич Самарин (1898, Лужский уезд, Санкт-Петербургская губерния — не ранее 1947) — прокурор Москвы, государственный советник юстиции 3-го класса.

## Биография
Родился в 1898 году в деревне Петровская Горка Лужского уезда Санкт-Петербургской губернии.
По окончании неполной средней школы призван на службу в царскую армию, затем участвовал в Гражданской войне красноармейцем, потом находился на различных командных должностях. В 1921—1934 годах служил в органах государственной безопасности, после чего назначен председателем специальной коллегии и заместителем председателя Верховного суда Бурят-Монгольской АССР. В 1937 переведён на такую же должность в Ленинградском областном суде, с 1938 заместитель начальника управления общих судов НКЮ СССР. С 26 июня 1940 по 25 августа 1944 — прокурор — военный прокурор г. Москвы. В 1944 году переведён в прокуратуру РСФСР на должность начальника отдела по надзору за органами милиции, в 1946 назначен заместителем прокурора РСФСР. В июне 1947 в связи с тяжёлым заболеванием уволен на пенсию. Награждён именным оружием коллегией ОГПУ, неоднократно поощрялся прокурором РСФСР и Генеральным прокурором СССР.

## Награды
- Орден Трудового Красного Знамени;
- Орден Красной Звезды (26.3.1945)[2];
- Медали, в том числе:
  - За оборону Москвы;
  - За победу над Германией;
  - За доблестный труд в Великой Отечественной войне 1941-1945 гг.[4].